# Distretto di Ömerli
Il distretto di Ömerli (in turco Ömerli ilçesi) è uno dei distretti della provincia di Mardin, in Turchia.